# Sisteron
Sisteron en idioma francés y occitano normativo, Sisteroun en occitano mistraliano, es una localidad y comuna francesa situada en el departamento de Alpes de Alta Provenza en el límite norte de la región de Provenza.
Tiene 8000 habitantes, está situada en la orilla del río Duranza (Durance), a 485 m sobre el nivel del mar.

## Toponimia
En la antigüedad, la villa se llamaba Segusterone o Segusteronem; se convirtió en civitas Segesteriorum o, después, Segisterico en 739; se encuentra la mención a in comitatu... Sistericense a principios del siglo VIII.
El nombre se presta a distintas interpretaciones:
- según Charles Rostaing se forma con la raíz *Seg, que significa colina;[4]
- según Ernest Nègre, proviene del galo Sego-, fortaleza, seguido de un comparativo, que le da el significado de más fuerte (sin que esta explicación sea segura).[5] Xavier Delamarre[6] compara con los abundantes topónimos en Sego- (Sigonce, Suin, etc.) sigue esta interpretación con sego-, fuerza, victoria (cf. irlandés antiguo seg, fuerza, vigor).

La comuna se ha llamado también Rouocha Enchabanaïa, risco brumoso.

## Historia
En el territorio de la comuna se han hecho múltiples descubrimientos arqueológicos datados en la Prehistoria y en la Antigüedad.
El río Duranza fue, entre 1125 y 1271, la frontera que separaba las posesiones del condado de Tolosa (al norte del río) de las posesiones del condado de Barcelona (al sur).
Durante el imperio romano era fonda de la vía Domicia, que unía Italia con el delta del Ródano, vía que siglos más tarde formaría parte del camino helvético de Santiago de Compostela.
Tiene una Ciudadela con origen prerromano y una catedral de estilo románico lombardo, Notre Dame des Pommiers, del siglo XII. Contra lo que se pudiera creer, que el título se debe a los manzanares que hay en la región, en realidad es Nuestra Señora del Pomerio, que en latín, se refiere al recinto urbano.
Está incluida en la Route Napoléon (Camino de Napoleón) que el emperador hizo a su regreso de la Isla de Elba.

## Demografía
| 5325 | 6289 | 7243 | 6470 | 6594 | 6964 |
| Para los censos de 1962 a 1999 la población legal corresponde a la población sin duplicidades (Fuente: INSEE [Consultar]) |      |      |      |      |      |

## Ciudades hermanadas

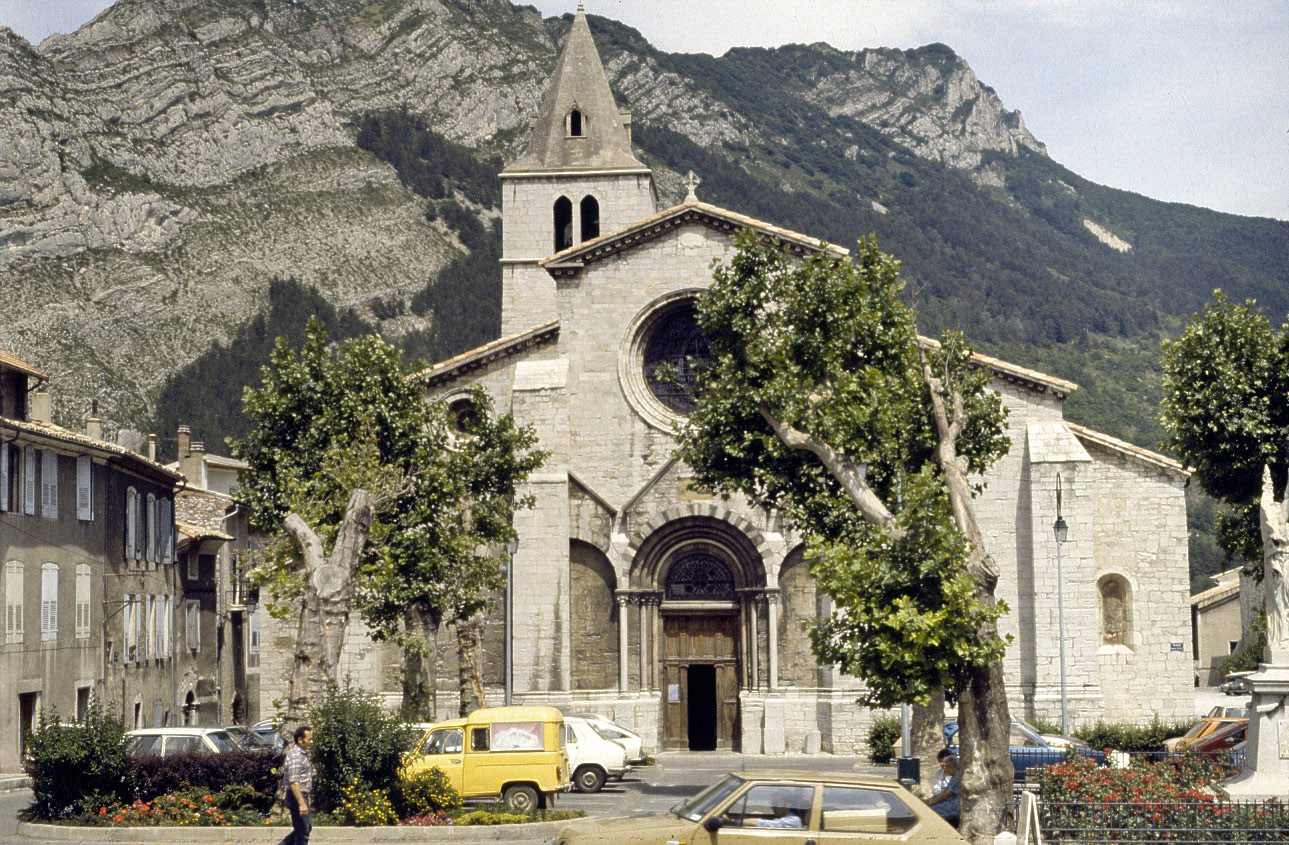
Catedral de Notre-Dame des Pommiers

- Oliva,  España
- Fidenza,  Italia
- Herbolzheim,  Alemania